# Goldvish
Goldvish là một hãng sản xuất điện thoại có trụ sở chính tại Thụy Sĩ. Tại Việt Nam, Goldvish được bán giới thiệu chính thức tại Vip Centre Goldvish Vietnam tại 19-21 Đinh Tiên Hoàng.
Hoặc có thể đặt mua hàng tại đại lý nhập khẩu chính thức của GoldVish tại: Số 5 phố Huế.

## Giá thành
Các mẫu điện thoại này có giá từ 24,000USD đến 1,278,000USD. 

## Chế tạo
- Điện thoại của GoldVish được làm từ Vàng, Kim Cương, Bạch Kim...
- Điện thoại của GoldVish được thiết kế bởi Emmanuel Gueit, chuyên gia thiết kế đồng hồ và trang sức.